# 森本萌乃
森本 萌乃（もりもと もえの、1990年3月17日 - ）は、日本の実業家。株式会社MISSION ROMANTIC代表/Chapters書店主。東京都出身。
2019年2月株式会社MISSION ROMANTICを創業。
2020年12月1日『本棚で手と手が重なるように出会えるオンライン書店』Chapteres開業。

## 略歴
- 2008年
  - 3月 中央大学附属高等学校卒業
- 2010年 - 2011年
  - ロンドン大学ゴールドスミス・カレッジ留学
- 2013年
  - 3月 中央大学法学部政治学科卒業
  - 4月 株式会社電通入社。プランナーとして4年間勤務
- 2017年
  - 3月 同社退社
  - 4月 My Little Box Japan マーケティングマネージャー就任
- 2018年
  - 4月 FABRIC TOKYO マーケティング＆PR事業担当就任
  - 同社在籍中にパラレルキャリアにて企業活動を開始
- 2019年
  - 2月 株式会社 MISSION ROMANTICを創業
- 2020年
  - 12月1日 オンラインの書店 「Chapteres」開業。

## メディア出演
- フジテレビ『セブンルール』2022年4月12日出演
- TBS『サンデージャポン』2022年9月 -